# Víctor Córdoba (boxeador)
Víctor Córdoba (nacido el 15 de marzo de 1962) es un ex boxeador profesional panameño. Conocido como "Toby" Córdoba tuvo una carrera exitosa y capturó un título mundial.

## Carrera profesional
Hizo su debut profesional el 30 de mayo de 1981, empatando con su compatriota Félix Rivas. En las siguientes 3 peleas volvió a empatar dos con Rivas y sufrió una derrota contra Néstor Flores. El 30 de agosto de 1985 ganó el campeonato panameño y el cinturón Fedelatin de peso mediano de la AMB, noqueando en el tercer asalto al ya mencionado Flores. A finales de 1990, peleó 13 peleas más con rivales menos conocidos, de las cuales ganó 12 y perdió 1. El 5 de abril de 1991 tuvo la oportunidad de pelear por el cinturón de la AMB en la categoría de peso súper mediano. Su rival fue Christophe Tiozzo, para quien fue la tercera defensa del cinturón. Córdoba mandó a los tableros a su rival en el noveno asalto, pero el árbitro decidió detener la pelea y el panameño ganó por nocaut técnico. El 13 de diciembre de 1991 defendió el título por primera vez, derrotando por nocaut técnico en el undécimo asalto al invicto italiano Vincenzo Nardiello, quien luego ganaría el título de peso súper mediano. En la segunda defensa se enfrentó a Michael Nunn. Nunn ganó por decisión dividida, el resultado causó mucha polémica porque Córdoba fue mejor en esta pelea. El 30 de enero de 1996 hubo una revancha con Nunn. Esta vez no hubo controversia y Nunn ganó por unanimidad por puntos (107-115, 106-117, 106-120), después de una pelea más competitiva de lo que sugerirían las puntuaciones de los jueces. Luego de la derrota ante Nunn, Córdoba peleó 5 peleas más, ganando 3 y perdiendo 2, peleando por última vez en 1999.

## Récord Profesional
| 22 Ganadas (16 knockouts), 6 Derrotas(2 knockouts), 3 Empates |        |                    |      |              |            |                                                       |                                                           |
| Res.                                                          | Récord | Oponente           | Tipo | Round Tiempo | Fecha      | Lugar                                                 | Notas                                                     |
| G                                                             | 22-6-3 | Eduardo Rodríguez  | TKO  | 4 (10)       | 1999-07-30 | Balboa Civic Center, Ciudad de Panamá, Panamá         |                                                           |
| P                                                             | 21-6-3 | Leonardo Aguilar   | TKO  | 4 (12)       | 1996-06-17 | Great Western Forum, Inglewood, Estados Unidos        | Por el título Mediopesado ONB OMB                         |
| G                                                             | 21-5-3 | Tim Hillie         | UD   | 10 (10)      | 1994-12-17 | Coliseo General Rumiñahui, Quito, Ecuador             |                                                           |
| P                                                             | 20-5-3 | Lumbala Tshibamba  | PTS  | 8 (8)        | 1993-11-30 | Palais des Sports, Marsella, Francia                  |                                                           |
| G                                                             | 20-4-3 | Tony Booth         | PTS  | 8 (8)        | 1993-06-03 | Palais des Sports, Marsella, Francia                  |                                                           |
| P                                                             | 19-4-3 | Michael Nunn       | UD   | 12 (12)      | 1993-01-30 | The Pyramid, Memphis, Estados Unidos                  | Por el título mundial Supermediano AMB                    |
| P                                                             | 19-3-3 | Michael Nunn       | SD   | 12 (12)      | 1992-09-12 | Thomas & Mack Center, Las Vegas, Estados Unidos       | Pierde el título mundial Supermediano AMB                 |
| G                                                             | 19-2-3 | Vincenzo Nardiello | TKO  | 11 (12)      | 1991-12-13 | Palais Omnisports de Paris-Bercy, París, Francia      | Defiende el título mundial Supermediano AMB               |
| G                                                             | 18-2-3 | Christophe Tiozzo  | TKO  | 9 (12)       | 1991-04-05 | Palais des Sports, Marsella, Francia                  | Gana el título mundial Supermediano AMB                   |
| G                                                             | 17-2-3 | Elvis Parks        | TKO  | 1 (?)        | 1990-11-23 | Hall de Cergy, Cergy-Pontoise, Francia                |                                                           |
| G                                                             | 16-2-3 | Jean Noel Cámara   | TKO  | 2 (?)        | 1990-07-20 | Arenas de Arlés, Arlés, Francia                       |                                                           |
| G                                                             | 15-2-3 | Frank Rhodes       | PTS  | 8 (8)        | 1990-05-23 | Kings Hall, Belfast, Reino Unido                      |                                                           |
| G                                                             | 14-2-3 | José da Silva      | PTS  | 8 (8)        | 1989-11-29 | Sala Ulster, Belfast, Reino Unido                     |                                                           |
| G                                                             | 13-2-3 | Blaine Logsdon     | KO   | 2 (8)        | 1989-10-31 | Sala Ulster, Belfast, Reino Unido                     |                                                           |
| P                                                             | 12-2-3 | Abner Blackstock   | DQ   | 2 (8)        | 1989-09-19 | Sala Ulster, Belfast, Reino Unido                     |                                                           |
| G                                                             | 12-1-3 | Randy Smith        | PTS  | 8 (8)        | 1989-04-12 | Sala Ulster, Belfast, Reino Unido                     |                                                           |
| G                                                             | 11-1-3 | Anthony Logan      | TKO  | 1 (8)        | 1989-03-08 | Sala Ulster, Belfast, Reino Unido                     |                                                           |
| G                                                             | 10-1-3 | Tomas Polo Ruíz    | TKO  | 3 (?)        | 1987-12-19 | San Andrés, Colombia                                  |                                                           |
| G                                                             | 9-1-3  | Horacio Pérez      | KO   | 2 (10)       | 1987-10-23 | Coliseo Isla, San Andrés, Colombia                    |                                                           |
| G                                                             | 8-1-3  | Sigfrido Colorado  | TKO  | 2 (10)       | 1987-09-26 | Gimnasio Neco de la Guardia, Ciudad de Panamá, Panamá |                                                           |
| G                                                             | 7-1-3  | Jairo Tovar        | KO   | 7 (?)        | 1987-08-30 | San Andrés, Colombia                                  |                                                           |
| G                                                             | 6-1-3  | Dunio Mercado      | KO   | 7 (?)        | 1987-04-10 | Colombia                                              |                                                           |
| G                                                             | 5-1-3  | Néstor Flores      | KO   | 3 (12)       | 1985-08-30 | Gimnasio Neco de la Guardia, Ciudad de Panamá, Panamá | Gana el Título Medio CBPP y el título Fedelatin Medio AMB |
| G                                                             | 4-1-3  | André Mongelema    | PTS  | 8 (8)        | 1985-07-14 | Estadio Luis II, Mónaco                               |                                                           |
| G                                                             | 3-1-3  | Ramón Matamba      | KO   | 3 (10)       | 1985-03-30 | Gimnasio Neco de la Guardia, Ciudad de Panamá, Panamá |                                                           |
| G                                                             | 2-1-3  | Jorge Montenegro   | KO   | 2 (8)        | 1984-12-28 | Gimnasio Neco de la Guardia, Ciudad de Panamá, Panamá |                                                           |
| G                                                             | 1-1-3  | Félix Rivas        | TKO  | 3 (8)        | 1984-11-18 | Gimnasio Neco de la Guardia, Ciudad de Panamá, Panamá |                                                           |
| E                                                             | 0-1-3  | Félix Rivas        | PTS  | 4 (4)        | 1982-10-16 | Gimnasio Neco de la Guardia, Ciudad de Panamá, Panamá |                                                           |
| P                                                             | 0-1-2  | Néstor Flores      | KO   | 3 (4)        | 1982-07-03 | Gimnasio Nuevo Panamá, Juan Díaz, Panamá              |                                                           |
| E                                                             | 0-0-2  | Félix Rivas        | PTS  | 4 (4)        | 1982-03-05 | Gimnasio Neco de la Guardia, Ciudad de Panamá, Panamá |                                                           |
| E                                                             | 0-0-1  | Félix Rivas        | PTS  | 4 (4)        | 1981-05-30 | Arena Panamá Al-Brown, Colón, Panamá                  |                                                           |